# So NoTORIous
So NoTORIous est une série télévisée américaine en dix épisodes de 22 minutes, créée par Chris Alberghini, Mike Chessler et Tori Spelling, et diffusée entre le 2 avril et le 1er juin 2006 sur VH1.
Cette série est inédite dans les pays francophones.

## Synopsis
La série suit l’actrice alors qu’elle tente de cacher qu’elle est la fille d’Aaron Spelling (son nom est rarement mentionné dans la série, il est appelé « papa » par Tori ; et s’inspirant de Drôles de dames, on entend sa voix sans le voir). Malgré le fait que son père soit très riche, Tori essaie de prouver qu’elle veut juste que les gens l’aiment pour elle et la prennent au sérieux.
Elle est entourée de ses amis proches : Pete, un colocataire qui partage un appartement avec Tori et qui a pour habitude d'amener des femmes toutes les soirs, en se vantant que Tori Spelling est sa colocataire ; Janey, un agent immobilier qui a l’habitude d’être curieuse, opportuniste et ambitieuse ; et enfin, Sasan, un irano-américain ouvertement bisexuel (sauf pour ses parents) qui a tendance à être critique par moments.
De plus, Tori doit également faire face à sa mère égocentrique, Candy « KiKi » Spelling, dont l’histoire de la façon dont Tori a été élevée et pourquoi elle traite sa fille comme si elle n’existait pas peut expliquer pourquoi Tori agit comme elle le fait.
Ainsi que Margaret, la nounou qui a élevé Tori et qui est plus maternelle envers elle que KiKi ne l'a jamais été ; et enfin, Ruthie Rose, sa manager frénétique et attentionnée, mais pas si fiable.

## Distribution
- Tori Spelling : elle-même
- Zachary Quinto : Sasan
- Loni Anderson : Candy « KiKi » Spelling
- James Carpinello : Pete
- Brennan Hesser : Janey
- Cleo King : Margaret, la nounou
- Jeannetta Arnette : Ruthie Rose, la manager

## Épisodes
1. Titre français inconnu (Plucky)
2. Titre français inconnu (Whole)
3. Titre français inconnu (Street)
4. Titre français inconnu (Accomodating)
5. Titre français inconnu (Jealous)
6. Titre français inconnu (Cursed)
7. Titre français inconnu (Relaxed)
8. Titre français inconnu (Charitable)
9. Titre français inconnu (Soulful)
10. Titre français inconnu (Canadian)